# Вступ Туреччини до Європейського Союзу
Турецька Республіка вела переговори про вступ до Європейського Союзу як держава-член після того, як 14 квітня 1987 року подала заявку на вступ до Європейського економічного співтовариства, попередника ЄС. Це одна з семи нинішніх країн-кандидатів на вступ до ЄС разом з Албанією, Сербією, Молдовою, Північною Македонією, Чорногорією та Україною.
Після десяти членів-засновників у 1949 році Туреччина стала одним із перших нових членів (13-м членом) Ради Європи в 1950 році. Країна стала асоційованим членом Європейського економічного співтовариства (ЄЕС) у 1963 році та була асоційованим членом Західноєвропейського Союзу з 1992 року до його завершення в 2011 році. Туреччина підписала угоду про Митний союз з ЄС у 1995 році та була офіційно визнана кандидатом на членство 12 грудня 1999 року на саміті Європейської Ради у Гельсінкі.
Переговори про повне членство були розпочаті 3 жовтня 2005 року. Прогрес був повільним, і з 35 розділів, необхідних для завершення процесу приєднання, було відкрито лише 16, а один був закритий до травня 2016 року. Угода про біженців на початку 2016 року між Туреччиною та Європейським Союзом мав на меті прискорити переговори після попередньої стагнації та дозволити туркам безвізовий режим подорожей Європою.
З 2016 року переговори про вступ зупинилися. ЄС звинувачував і критикував Туреччину за порушення прав людини та дефіцит верховенства права. У 2017 році чиновники ЄС заявили, що запланована політика Туреччини порушує Копенгагенські критерії, права на членство в ЄС. 26 червня 2018 року Рада з загальних питань заявила, що «Туреччина все більше віддаляється від Європейського Союзу. 
20 лютого 2019 року комітет Європейського парламенту проголосував за призупинення переговорів про вступ, що викликало критику з боку уряду Туреччини. Тому переговори про вступ Туреччини фактично зайшли в глухий кут, і не можна розглядати подальші глави для відкриття чи закриття, а також подальшу роботу щодо модернізації Митного союзу ЄС-Туреччина».

## Вступ

### Передумови
Після розділу Османської імперії після Першої світової війни турецькі революціонери на чолі з Мустафою Кемалем Ататюрком вийшли переможцями у війні за незалежність Туреччини, створивши сучасну Турецьку Республіку, якою вона існує сьогодні. Ататюрк, президент Туреччини, здійснив низку реформ, включаючи секуляризацію та індустріалізацію, спрямованих на «європеізацію» або вестернізацію країни. Під час Другої світової війни Туреччина залишалася нейтральною до лютого 1945 року, коли вона приєдналася до союзників. Країна брала участь у плані Маршалла 1947 р., у 1950 р. стала членом Ради Європи, а в 1952 р. — членом НАТО. Під час холодної війни Туреччина вступила в союз із США та Західною Європою. Позиція Туреччини щодо Європи була охарактеризована як «Європа була об’єктом бажання, а також джерелом розчарування турецької національної ідентичности протягом довгої та напруженої історії».

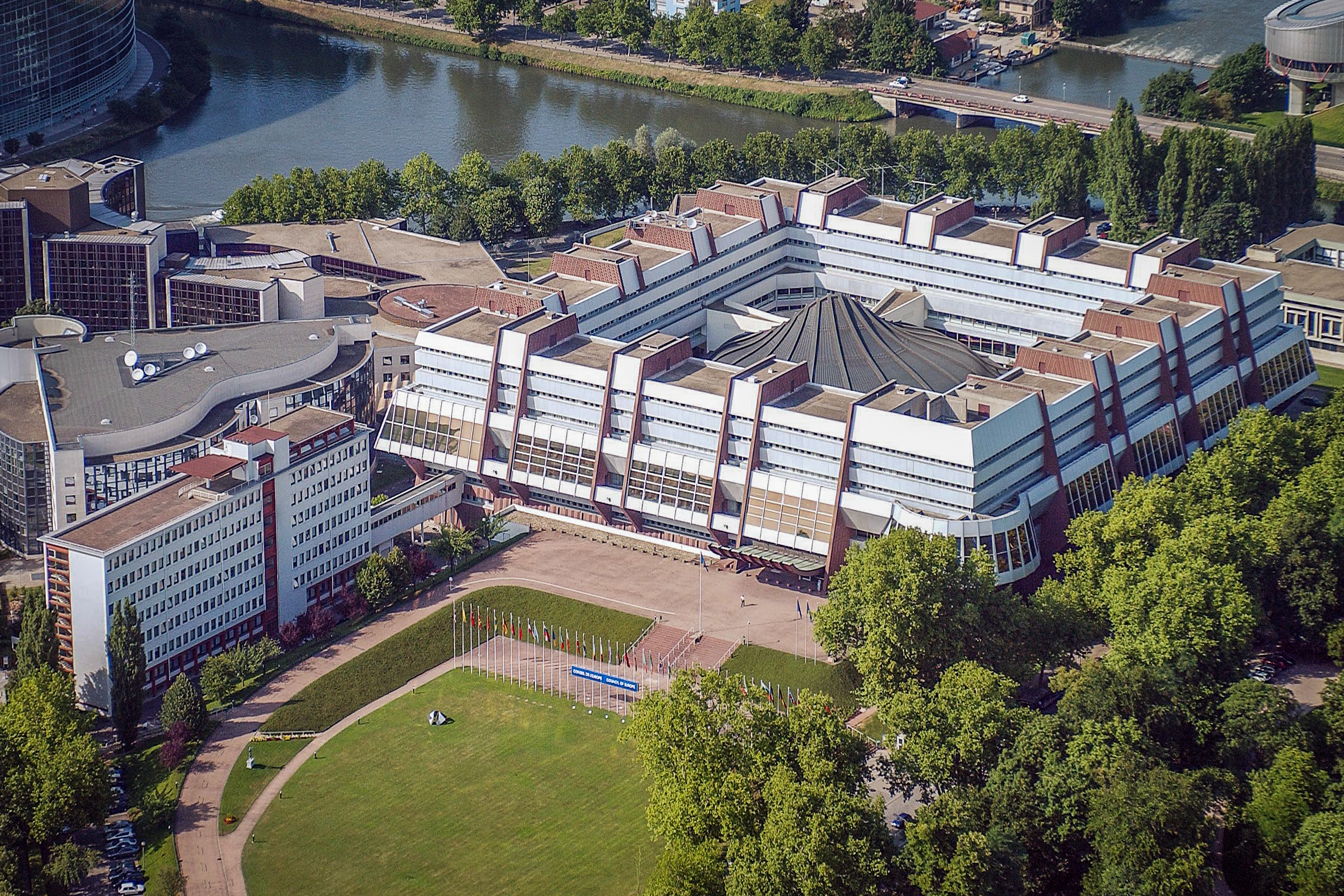
Палац Європи в Страсбурзі, резиденція Ради Європи, до якої Туреччина приєдналася 13 квітня 1950 р.

### Коротка історія основних подій
| Дата              | Подія |
| ----------------- | --- |
| 13 грудня 1997    | Рада Люксембургу оголошує Туреччину правом стати членом ЄС. |
| 11 грудня 1999    | Європейська рада в Гельсінкі оголосила Туреччину країною-кандидатом. |
| 24 березня 2001   | Рада ухвалила Партнерство щодо вступу Туреччини. |
| 19 травня 2003    | Рада ухвалила переглянуте Партнерство приєднання Туреччини. |
| 16 грудня 2004    | Європейська Рада заявляє, що Туреччина достатньою мірою відповідає критеріям для початку переговорів про вступ, починаючи з жовтня 2005 року. |
| 3 жовтня 2005     | Рада ухвалює переговорну структуру, і переговори офіційно відкриваються. Починається процес скринінгу. |
| 1 червня 2006     | Відкриваються та закриваються переговори щодо розділу 25 – Наука та дослідження. |
| 11 грудня 2006    | Оскільки Туреччина відмовилася застосувати до Кіпру Додатковий протокол до Анкарської угоди, Рада вирішує, що вісім глав не відкриватимуться. |
| 19 лютого 2008    | Рада ухвалила переглянуте Партнерство приєднання Туреччини. |
| 30 червня 2010    | Розпочато переговори щодо розділу 12 – Безпека харчових продуктів, ветеринарна та фітосанітарна політика. |
| 17 травня 2012    | Розпочато «Позитивний порядок денний», спрямований на внесення свіжої динаміки у відносини ЄС-Туреччина. |
| 5 листопада 2013  | Розпочато переговори щодо розділу 22 – Регіональна політика та координація структурних інструментів. |
| 16 грудня 2013    | Розпочато діалог щодо лібералізації візового режиму та підписана Угода про реадмісію між ЄС та Туреччиною. |
| 29 листопада 2015 | Відбувся перший саміт ЄС-Туреччина та запущено Спільний план дій ЄС-Туреччина. ЄС вітає зобов’язання Туреччини прискорити виконання контрольних показників візової дорожньої карти в обмін на припинення потоку сирійських біженців з Туреччини до Греції. |
| 14 грудня 2015    | Розпочато переговори щодо розділу 17 – Економічна та монетарна політика. |
| 30 червня 2016    | Розпочато переговори щодо розділу 33 – Фінансові та бюджетні положення. |
| 24 листопада 2016 | Депутати Європарламенту переважною більшістю голосів за призупинення переговорів з Туреччиною через питання прав людини та верховенства права. |
| 20 лютого 2019    | Комітет Європарламенту проголосував за призупинення переговорів про вступ з Туреччиною. |

### 1950–1990-ті роки
Туреччина вперше подала заявку на асоційоване членство в Європейському економічному співтоваристві в 1959 році, а 12 вересня 1963 року підписала «Угоду про створення асоціації між Турецькою Республікою та Європейським економічним співтовариством», також відому як Анкарська угода. Ця угода набула чинності наступного року 12 грудня 1964 року. Анкарська угода мала на меті інтегрувати Туреччину в митний союз з ЄЕС, визнаючи при цьому кінцеву мету членства. У листопаді 1970 року новий протокол під назвою «Додатковий протокол» встановив графік скасування тарифів і квот на товари, що торгуються між Туреччиною та ЄЕС.
14 квітня 1987 року Туреччина подала заявку на офіційне членство в Європейському економічному співтоваристві. Європейська комісія відповіла у грудні 1989 року, підтвердивши можливе членство Анкари, але також відклавши розгляд справи на більш сприятливий час, посилаючись на економічну та політичну ситуацію Туреччини, а також її погані відносини з Грецією та конфлікт з Кіпром як на створення несприятливого середовища для почати переговори. Ця позиція була знову підтверджена на Європейській раді в Люксембурзі 1997 року, на якій були розпочаті переговори про вступ з державами Центральної та Східної Європи та Кіпром, але не з Туреччиною. Протягом 1990-х Туреччина продовжила тіснішу інтеграцію з Європейським Союзом, погодившись на митний союз у 1995 році. Крім того, Європейська рада в Гельсінкі 1999 року стала важливою віхою, оскільки ЄС визнав Туреччину кандидатом на рівних з іншими потенційними кандидатами.

### 2000-ті роки
Наступним важливим кроком у відносинах Туреччини та ЄС стало засідання Європейської Ради в Копенгагені в грудні 2002 року. Згідно з ним, «ЄС розпочне переговори з Туреччиною «невідкладно», якщо Європейська Рада в грудні 2004 року на основі звіту та рекомендації Комісії вирішить, що Туреччина виконує Копенгагенські політичні критерії». Президент Франції Жак Ширак і канцлер Німеччини Герхард Шредер висловили спільну підтримку порядку денного саміту Європейської комісії в грудні 2004 року щодо приєднання Туреччини до Європейського Союзу.
Європейська комісія рекомендувала розпочати переговори у 2005 році, але також додала різні запобіжні заходи. Лідери ЄС домовилися 16 грудня 2004 року почати переговори про вступ з Туреччиною з 3 жовтня 2005 року. Хоча Австрія та Німеччина спочатку хотіли залишити відкритою можливість того, що переговори з Туреччиною призведуть до привілейованого партнерства, меншого за повне членство, переговори про вступ були в кінцевому підсумку розпочаті зі «спільною метою» членства.
Відтоді переговори про вступ Туреччини були зупинені через низку внутрішніх і зовнішніх проблем. І Австрія, і Франція заявили, що проведуть референдум щодо вступу Туреччини. У випадку Франції було внесено зміну в її конституцію, щоб провести такий референдум, але пізніше інша конституційна зміна дозволила парламенту (якщо велика більшість його членів погодиться) запобігти такому референдуму. Питання Кіпру продовжує залишатися серйозною перешкодою на шляху переговорів. Європейські чиновники прокоментували уповільнення турецьких реформ, що, у поєднанні з кіпрською проблемою, змусило комісара ЄС з розширення Оллі Рена у березні 2007 року попередити про наближення «аварії поїзда» під час переговорів. Через ці невдачі переговори знову зупинилися в грудні 2006 року, коли ЄС заморозив переговори у 8 із 35 ключових областей, про які йдуть переговори.
У 2007 році Туреччина заявила, що має на меті дотримуватися законодавства ЄС до 2013 року, але Брюссель відмовився підтримати це як кінцевий термін для членства. У 2006 році президент Європейської комісії Жозе Мануел Баррозу заявив, що процес вступу триватиме щонайменше до 2021 року. Під час візиту до Німеччини 31 жовтня 2012 року прем’єр-міністр Туреччини Р.Т. Ердоґан пояснив, що Туреччина очікує, що членство в Союзі буде реалізовано до 2023 року, до 100-річчя Турецької Республіки, маючи на увазі, що вони можуть припинити переговори про членство, якщо переговори до того часу не принесуть позитивного результату. Президент Туреччини Абдулла Гюль заявив, що після завершення процесу вступу Туреччина проведе референдум щодо членства Туреччини в Європейському Союзі.
У грудні 2009 року Республіка Кіпр заблокувала 6 розділів переговорів про вступ Туреччини, включаючи розділи щодо судової влади та основних прав, енергетики та освіти та культури, стверджуючи, що Туреччині спочатку необхідно нормалізувати відносини з Кіпром. Як наслідок, з червня 2010 року не було відкрито жодної глави. Отже, немає жодної глави, яку може відкрити Туреччина, окрім складних та економічно шкідливих розділів «Політика конкуренції», «Соціальна політика та зайнятість» та «Державні закупівлі», які більшість країн-кандидатів відкривають наприкінці приєднання, оскільки всі інші розділи заблоковані. У лютому 2013 року заступник заступника секретаря міністерства у справах ЄС Бурак Ерденір заявив, що ЄС ще не повідомив Туреччині контрольні критерії для відкриття розділів 23 і 24 «Судова влада та основні права та юстиція, свобода та безпека». після завершення перевірки розділів у 2006 році, що унеможливлює їх виконання. Він також припустив, що це була навмисна спроба уповільнити процес їхнього вступу.

### Позитивний порядок денний (2012–13)
Після більш ніж двох років без відкриття розділів Європейська комісія розробила «Позитивний порядок денний», покликаний зосередитися на спільних інтересах ЄС та Туреччини. Комісар ЄС з питань розширення Штефан Фюле описує, що мета полягала в тому, щоб «підтримати процес приєднання і повернути його належним чином у правильний шлях після періоду стагнації, який був джерелом розчарування для обох сторін». Комісія ЄС назвала широкий спектр сфер як основних елементів порядку денного, таких як «інтенсифікований діалог та співробітництво щодо політичних реформ», «віза», «мобільність та міграція», «енергетика», «боротьба з тероризмом», «подальше участь Туреччини в програмах Співтовариства», «побратимство міст», «торгівля та митний союз» та «підтримка зусиль щодо приведення у відповідність до acquis, у тому числі щодо розділів, де наразі не можна відкрити переговори про вступ». Пропозиція була схвалена за умови, що вона служить інструментом підтримки та доповненням до переговорного процесу з ЄС.
У рамках «Позитивного порядку денного» створено робочі групи за 8 розділами («3-Право заснування та свободу надання послуг», «6-Закон про компанії», «10-Інформаційне суспільство та ЗМІ», «18-Статистика» », «23-Судова влада та основні права», «24-Правосуддя, свобода та безпека», «28-Захист споживачів та здоров'я» та «32-Фінансовий контроль»). Початкова зустріч «Позитивний порядок денний» відбулася 17 травня 2012 року в Анкарі за участю Штефана Фюле, комісара ЄС з питань розширення та європейської політики сусідства. За результатами засідань робочих груп, що відбулися на даний момент, було підтверджено, що Туреччина досягла чотирьох контрольних показників за трьома розділами (Право про компанії, Захист споживачів і здоров’я, а також розділи про фінансовий контроль).
20 червня 2013 року, після розгону Анкарою масових демонстрацій на площі Таксім, Німеччина заблокувала початок нових переговорів про вступ до ЄС з Туреччиною. Як повідомляє Financial Times, один турецький чиновник сказав, що такий крок потенційно може розірвати політичні відносини з блоком.
Опитування Євробарометра, яке включало країни ЄС та країни-кандидати, показало, що 43% турків сприймають ЄС позитивно проти 60% півроку тому. У цьому ж опитуванні 29% опитаних турків висловили підтримку Конституції ЄС, що є найнижчим рівнем підтримки серед країн ЄС та кандидатів, які були опитані. Німеччина каже, що її застереження пов’язане з технічними проблемами, але Ангела Меркель, противник вступу Туреччини до ЄС, назвала себе «шокованою» після використання Анкарою переважної сили поліції проти переважно мирних демонстрантів. Франція заявила, що не відмовиться від свого вето щодо розморожування чотирьох розділів про вступ Туреччини до виборів до Європейського парламенту в червні 2014 року.

### Застопорені переговори (2016 – дотепер)
Придушення після спроби турецького державного перевороту в 2016 році президентом Ердоґаном зашкодило відносинам з ЄС. Ердоґан висловив схвалення щодо відновлення смертної кари для покарання причетних до державного перевороту, при цьому ЄС припускає, що це покладе край його амбіціям щодо ЄС. У листопаді 2016 року Ердоґан заявив, що розглядає можливість винесення продовження переговорів Туреччини з ЄС щодо членства на референдум у 2017 році. У листопаді 2016 року Європарламент проголосував за необов’язкову резолюцію з вимогою до Європейської комісії тимчасово призупинити переговори про членство через «непропорційні репресивні заходи» уряду щодо державного перевороту. 13 грудня Європейська Рада (до складу якої входять глави держав або урядів країн-членів) ухвалила рішення, що не відкриватиме жодних нових напрямків у переговорах про членство Туреччини за «переважних обставин»; Шлях Туреччини до автократичного правління робить неможливим прогрес у вступі до ЄС.
У 2017 році чиновники ЄС заявили, що запланована політика Туреччини порушує Копенгагенські критерії права на членство в ЄС.
У квітні 2017 року Парламентська асамблея Ради Європи (ПАРЄ) проголосувала за відновлення процедури моніторингу щодо Туреччини. Вважається, що це голосування завдає серйозного удару перспективі Туреччини щодо можливого членства в ЄС, оскільки вихід з цього процесу був передумовою переговорів про вступ до ЄС ще в 2004 році.
Пропозиція Європейської комісії щодо довгострокового бюджету на період 2021–2027 років, оприлюднена в травні 2018 року, передбачала фінансування перед вступом до Західнобалканської стратегії для подальшого розширення, але не враховувала Туреччину.
26 червня 2018 року Рада ЄС із загальних питань заявила, що «Рада зазначає, що Туреччина все більше віддаляється від Європейського Союзу. Тому переговори про вступ Туреччини фактично зайшли в глухий кут, і не можна розглядати подальші глави для відкриття чи закриття та Подальшої роботи щодо модернізації Митного союзу ЄС та Туреччини не передбачається». Рада додала, що вона "особливо стурбована триваючим і глибоким занепокоєнням відступом від верховенства права та основних прав, включаючи свободу вираження поглядів".
20 лютого 2019 року комітет Європейського парламенту проголосував за призупинення переговорів про вступ, що викликало критику з боку уряду Туреччини.

## Очікуваний ефект від вступу

### Вплив на ЄС
Проблема членства Туреччини в ЄС ускладнюється суперечливими поглядами на те, ким має стати ЄС. Це відіграло значну роль у дебатах, частково через європейську боргову кризу та той факт, що в результаті цього єврозона та ЄС в цілому більш федералізовані як на фіскальному, юридичному та політичному рівнях, ніж на той час. заявки Туреччини або в той час, коли Туреччина була прийнята як кандидат. Загалом ті члени ЄС, які підтримують блок вільної торгівлі, заснований на правах, не виступають проти Туреччини так рішуче, як ті, хто підтримує більш широкий політичний союз. Останні, зокрема, стурбовані тим, що об’єднання буде зірвано, а європейський проєкт буде під загрозою через включення Туреччини.

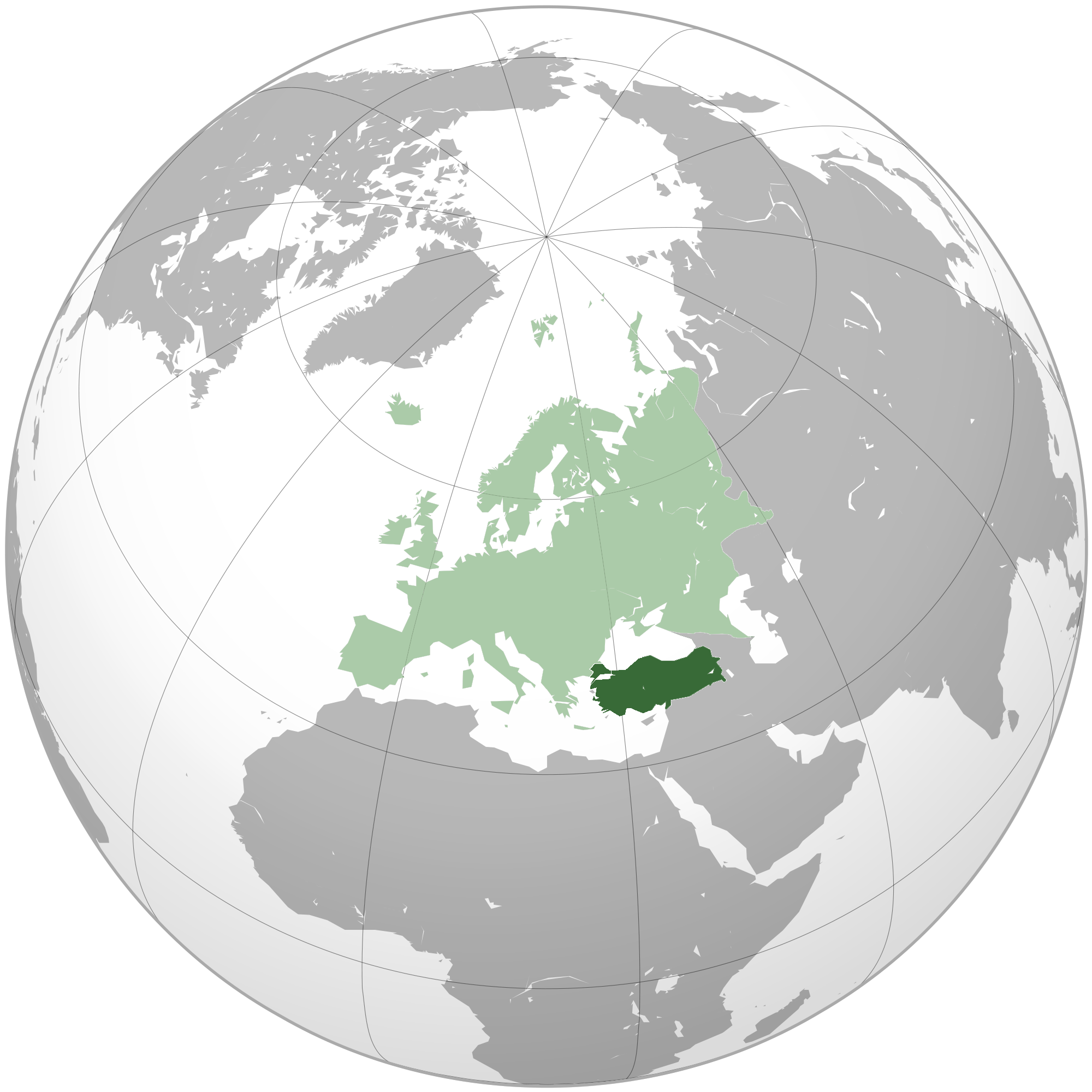
Глобальна карта Європи (світло-зелена) та Туреччини (темно-зелена)

Прихильники членства Туреччини стверджують, що географічне положення Туреччини сприятиме миру. За словами міністра закордонних справ Швеції Карла Більдта, "приєднання Туреччини надасть ЄС вирішальну роль для стабільности в східній частині Середземного і Чорного моря, що явно відповідає стратегічним інтересам Європи". Польща є ключовим прихильником заявки Туреччини на вступ до ЄС, тоді як Велика Британія висловлювала підтримку раніше, але не після виходу з ЄС.
Після вступу до ЄС 83 мільйони мешканців Туреччини отримають найбільшу кількість євродепутатів у Європейському парламенті. Зараз Туреччина має більше населення, ніж Німеччина. Однак одна країна може мати максимум 96 місць у Європейському парламенті.
Членство Туреччини також вплине на майбутні плани розширення, особливо на кількість країн, які прагнуть вступу в ЄС, на підставі яких Валері Жискар д'Естен виступає проти прийняття Туреччини. Жискар припустив, що це призведе до вимог про приєднання Марокко. Заявка Марокко вже відхилена через те, що вона «не є європейською країною»; Туреччина, на відміну від Марокко, має 3% території в Європі. Переважна більшість його населення проживає в азійській частині країни. З іншого боку, найбільше місто країни, Стамбул, знаходиться переважно в Європі. З іншого боку, Кіпр, який географічно розташований в Азії, приєднався до Європейського Союзу в 2004 році. Президент Франції Ніколя Саркозі заявив у січні 2007 року, що «безмежне розширення Європи ризикує знищити європейський політичний союз, і що я не приймаю... «Я хочу сказати, що Європа повинна надати собі кордони, що не всі країни мають покликання стати членами Європи, починаючи з Туреччини, якій немає місця в Європейському Союзі».

Трубопроводи Nabucco, TANAP, TAP і ITGI доставлятимуть природний газ з басейну Каспійського моря до країн-членів ЄС.

Країни-члени ЄС повинні одноголосно домовитися про членство Туреччини, щоб вступ Туреччини був успішним. Ряд націй можуть виступити проти цього; зокрема Австрія; Німеччина (канцлер Анґела Меркель давно відкидала заявку Туреччини на вступ, а замість цього запропонувала «привілейоване партнерство»); і Франція стурбована перспективою нової хвилі мусульманських іммігрантів, враховуючи і без того велику мусульманську громаду в країні).
Нинішня ситуація за французькою конституцією виглядає так: якщо 3⁄5 делегатів (від Сенату і парламенту) погодяться на приєднання Туреччини, референдуму не буде.

### Переваги для Туреччини
Після вступу до ЄС Туреччина розраховує отримати допомогу економічного розвитку. Також очікується збільшення європейських іноземних інвестицій в турецьку економіку, що буде стимулювати економічне зростання. Під час потенційних подій економічної кризи Туреччина може отримати допомогу від ЄС.
Вільне пересування людей по ЄС дасть багатьом туркам можливість мігрувати в інші частини Європи в пошуках роботи або вищого рівня життя. Варіант міграції з Туреччини неминуче послабить напруженість на сході країни, оскільки перспектива кращого рівня життя буде мати тенденцію охолоджувати сепаратистські тенденції до ЄС.
Деякі секуляристи в Туреччині вважають, що приєднання Туреччини сприятиме поширенню світських західних цінностей у Туреччині. Навпаки, деякі несекуляристи в Туреччині вважають, що приєднання сприятиме подальшому зростанню та прийняттю ісламу в Європі. Заявка на вступ до ЄС стимулювала політичні та правові реформи Туреччини та активізувала процес демократизації.
Враховуючи велике та зростаюче населення Туреччини, Туреччина матиме відповідне велике представництво в Європейському парламенті (2-е місце, рівнозначне з Німеччиною, з 96 місцями в парламенті ЄС). Це дасть Туреччині сильний прямий вплив на політику ЄС.

## Питання турецького членства

### Економіка

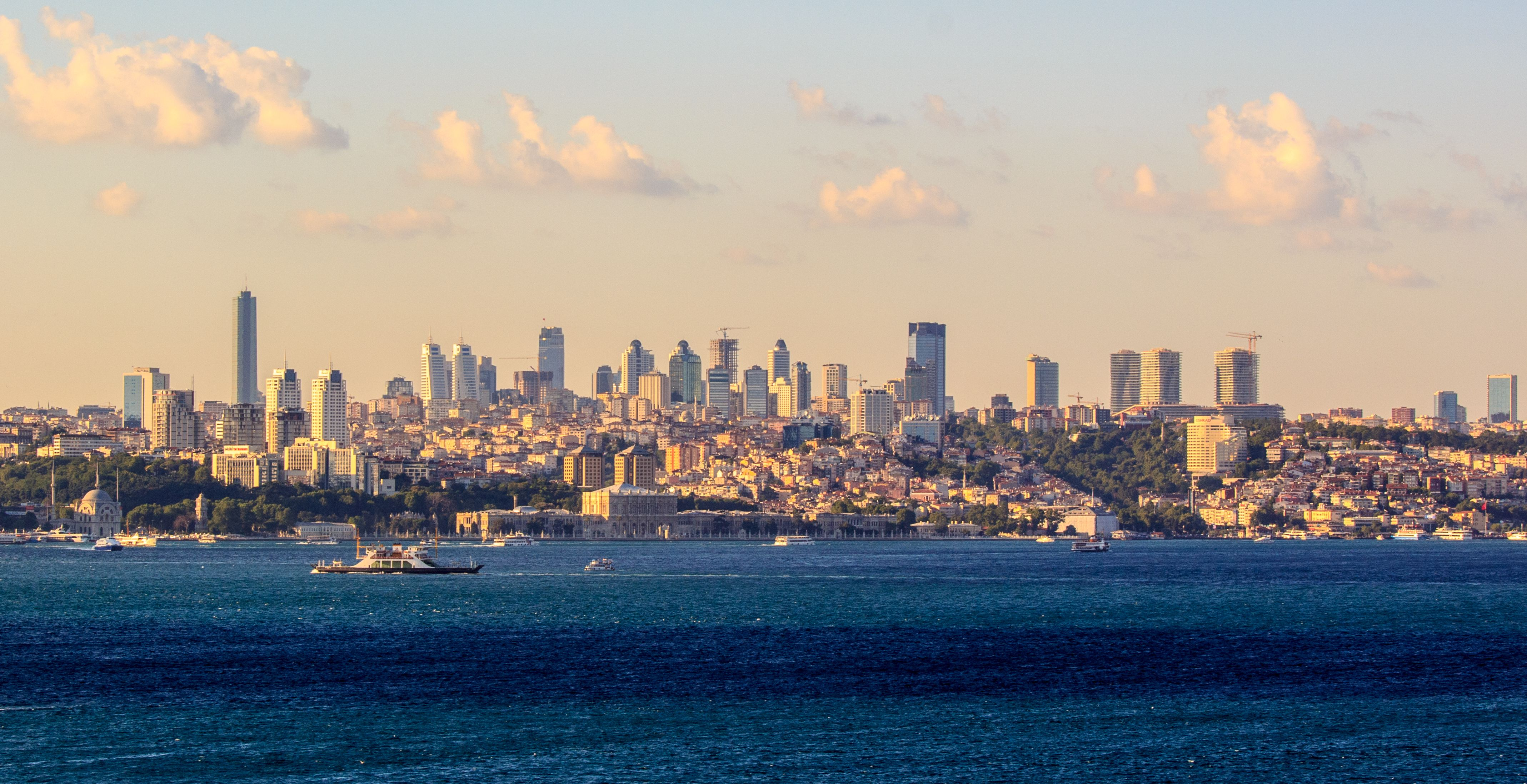
Вид на палац Долмабахче та горизонт ділового району Левент із протоки Босфор у Стамбулі, найбільшого міста та економічної столиці Туреччини, а також колишньої столиці Риму (330–395), Візантії (395–1204 та 1261–1453), Латинської (1204–1261) та Османської (1453–1922) імперій.

Туреччина має 11-е місце у світі за величиною ВВП-ППС і 20-е за величиною номінального ВВП. Країна є одним із засновників ОЕСР та найбільших економік G-20.
Туреччина скористалася перевагами митного союзу з Європейським Союзом, підписаного в 1995 році, щоб збільшити промислове виробництво, призначене для експорту, водночас скориставшись іноземними інвестиціями з ЄС у країну. У 2008 році експорт Туреччини досяг 141,8 мільярда доларів США (основні партнери по експорту: Німеччина 11,2%, Велика Британія 8%, Італія 6,95%, Франція 5,6%, Іспанія 4,3%, США 3,88%; загальний експорт ЄС 56,5%). близько 204,8 млрд доларів США загрожують торговому балансу (основні партнери по імпорту: Росія 13,8%, Німеччина 10,3%, Китай 7,8%, Італія 6%, США 4,8%, Франція 4,6%, Іран 3,9%, Сполучене Королівство 3,2%; загальний імпорт ЄС 40,4%; загальний імпорт Азії 27%).
Очікувалося, що початок переговорів щодо глави acquis щодо економічної та монетарної політики заявки Туреччини на вступ до ЄС розпочнеться у червні 2007 року, але Франція зупинила їх. Згідно з даними Євростату, у 2015 році Туреччина стала п'ятим за величиною торговельним партнером Європейського Союзу.
Туреччина має отримати 9,2 млрд євро від Інструменту сприяння перед вступом, механізму фінансування країн-кандидатів на ЄС.

### Населення
Станом на  2005 рік населення Туреччини становило 71,5 мільйона з річним зростанням на 1,5%. Турецьке населення відносно молоде: 25,5% припадає на вікову групу 0–15 років. Станом на 2021 рік населення Туреччини становить приблизно 83 мільйони чоловік.

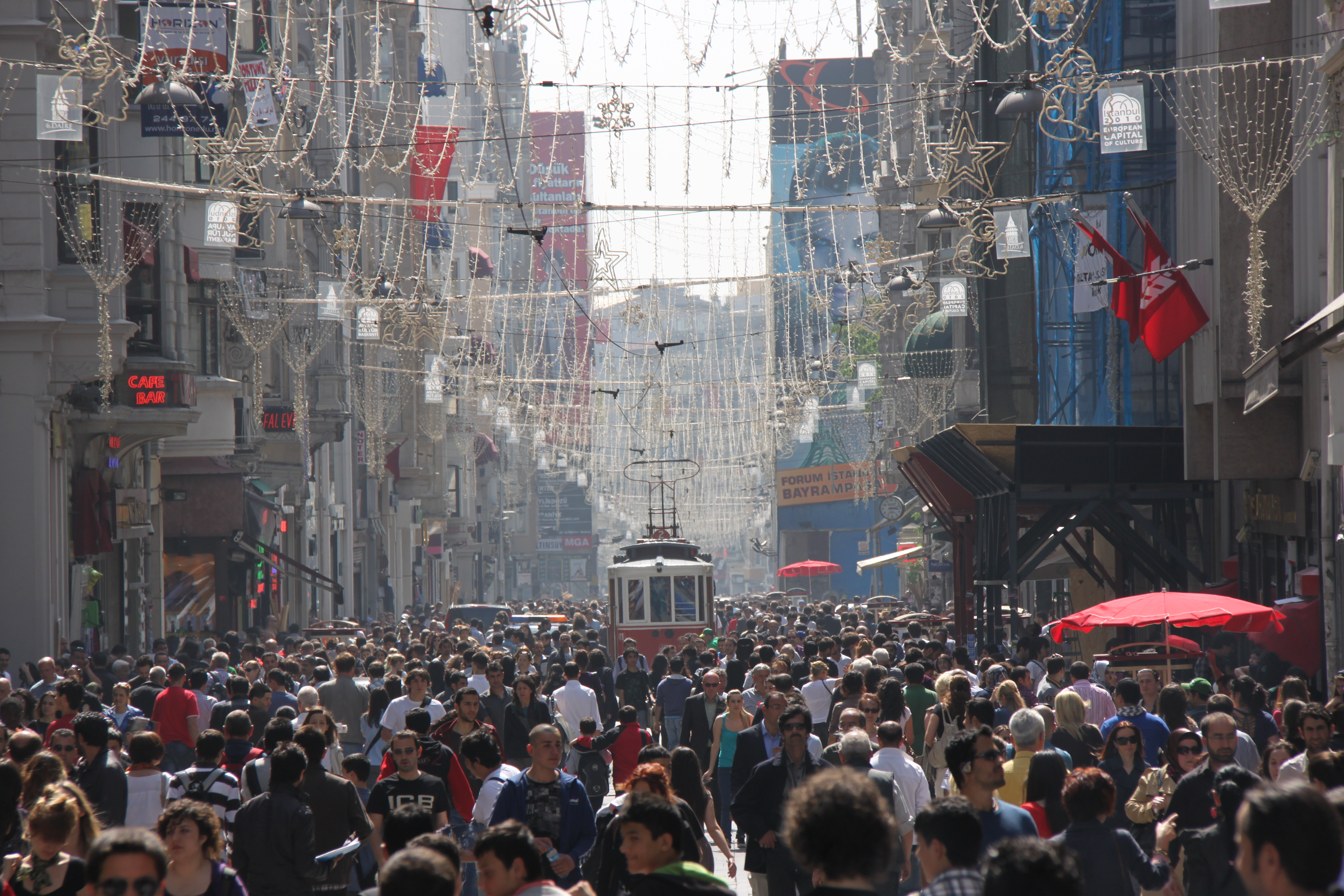
Проспект Істікляль у космополітичному районі Стамбула Бейоглу у вихідні дні відвідує в середньому 3 мільйони людей.

Велика кількість населення Туреччини може змінити баланс сил у представницьких європейських інституціях. Після вступу до ЄС 83 мільйони мешканців Туреччини забезпечать їй велику кількість євродепутатів у Європейському парламенті. Це тому, що Європейський парламент розподіляє місця між країнами-членами відповідно до їх населення. Тому, якщо Туреччина буде прийнята, вона може вплинути на законодавство та адміністрацію ЄС відповідно до її власної політики.
Якби Туреччина приєдналася до Європейського Союзу, Стамбул став би найбільш густонаселеним мегаполісом в ЄС.

### Зовнішні відносини з країнами-членами ЄС

#### Кіпр
Кіпр був розділений, коли 20 липня 1974 року Туреччина вторглася та окупувала третину острова у відповідь на спроєктований Атенами переворот, спрямований на приєднання Кіпру до Греції. Відтоді Туреччина відмовляється визнати Республіку Кіпр (член ЄС з 2004 року) як єдину владу на острові та визнає самопроголошену Турецьку Республіку Північного Кіпру з моменту її створення в 1983 році. Турецьке вторгнення в 1974 році та переміщення біженців по обидва боки «зеленої лінії» та створення самопроголошеної Турецької Республіки Північного Кіпру в 1983 році є основними проблемами навколо кіпрської суперечки.
Туреччина і турки-кіпріоти підтримали план Аннана для Кіпру 2004 року, спрямований на возз'єднання острова, але згодом цей план був відхилений греками-кіпріотами на тій підставі, що він не відповідав їхнім інтересам. Зі слів кіпріотів-греків, остання пропозиція включала збереження прав на проживання для багатьох анатолійських турків, які переїхали на Кіпр після вторгнення (та їхніх нащадків, які народилися на острові після 1974 року), а греків-кіпріотів, які втратили своє майно після турецького вторгнення. буде надано лише обмежене право на повернення на північ після запропонованого возз'єднання острова.
Турецький уряд відмовився офіційно визнати Республіку Кіпр до зняття політичної та економічної блокади з Турецької Республіки Північного Кіпру. Згідно з митними угодами, які Туреччина вже підписала як передумову для початку переговорів про членство в ЄС у 2005 році, вона зобов'язана відкрити свої порти для кіпрських літаків і суден, але Туреччина досі не виконала їх; відмовляючись робити це, поки ЄС не пом'якшить міжнародну ізоляцію Північного Кіпру. У лютому 2013 року турецький міністр ЄС Егемен Багіш сказав Республіці Кіпр: «Якщо ви дійсно хочете порятунку, справді хочете миру, то зніміть блокування аеропорту Ерджан для країн-членів ЄС, і Туреччина відкриє для вас свої порти».

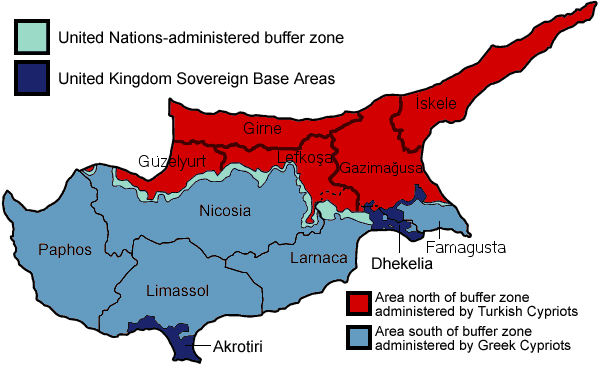
Самопроголошену Турецьку Республіку Північного Кіпру визнала лише Туреччина з моменту її створення в 1983 році. У 2004 році Парламентська асамблея Ради Європи (ПАРЄ) надала статус спостерігача (без права голосу) представникам кіпрських турків.

Відмова Туреччини від виконання торгового пакту між Туреччиною та ЄС, який вимагає від турецького уряду дозволити кораблям кіпрських греків використовувати свої повітряні та морські порти, спонукало ЄС заморозити вісім розділів у переговорах про вступ Туреччини.
У листопаді 2009 року віце-прем’єр-міністр Туреччини Джеміль Чичек заявив, що, якщо Туреччина буде змушена вибирати між підтримкою членства в ЄС або турків-кіпріотів, «[то] вибір Туреччини назавжди буде стояти поруч із турками-кіпріотами. Усі повинні це розуміти».

#### Греція
Питання турецького членства викликало суперечки в Греції. Опитування громадської думки 2005 року показало, що лише 25% греків вважають, що Туреччина має місце в Європейському Союзі. Колишній прем'єр-міністр Греції Костас Караманліс заявив, що членство Туреччини в ЄС може бути засноване лише на «повній відповідності, повному вступі» у грудні 2006 року. У 2005 році Європейська комісія назвала відносини між Туреччиною та Грецією «продовженням позитивного розвитку», водночас посилаючись на ключову перешкоду на шляху прогресу, є постійні претензії Туреччини на casus belli через суперечку про кордони територіальних вод. У вересні 2017 року прем’єр-міністр Греції Алексіс Ципрас зазначив, що припинення переговорів про вступ з Туреччиною буде стратегічною помилкою Європейського Союзу на тлі словесної війни між Німеччиною та Туреччиною. Крім того, колишній прем'єр-міністр Греції Йоргос Папандреу закликав лідерів Європейського Союзу залишати двері для Туреччини відкритими та продовжувати діалог з урядом Туреччини, очевидно посилаючись на заклики колишнього канцлера Німеччини Анґели Меркель призупинити переговори про вступ з Туреччиною.

### Релігія

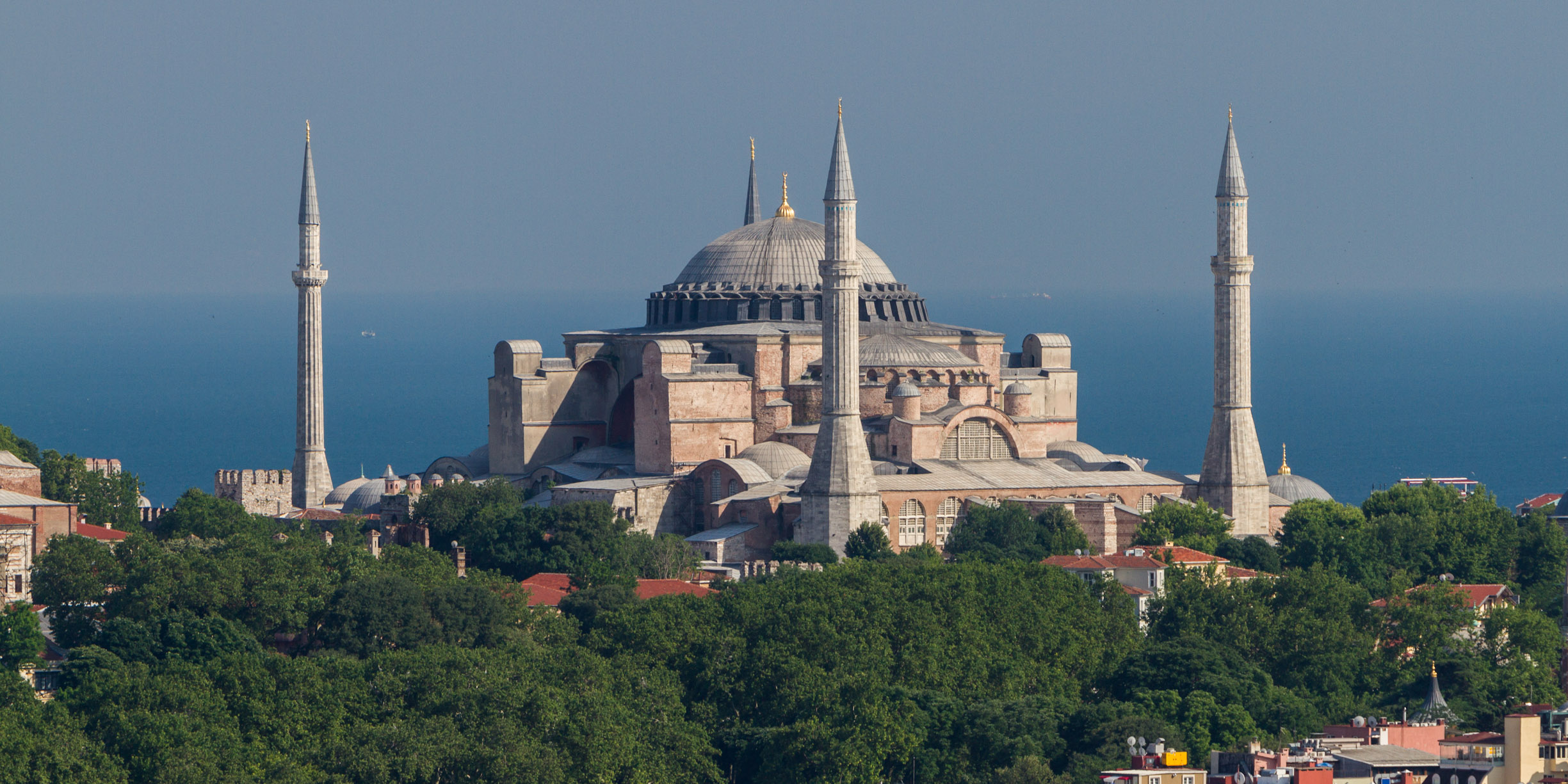
Спочатку церква, пізніше мечеть, Ая-Софія VI століття (532–537) у Константинополі (Стамбул), побудований візантійським імператором Юстиніаном Великим, був найбільшим собором, коли-небудь побудованим у світі, протягом майже тисячоліття, аж до завершення будівництва Севільського собору (1507 р.) в Іспанії.

Туреччина має світську конституцію, без «офіційної» державної релігії, хоча найвідоміший імам країни (зараз Алі Ербаш) є державним службовцем і головою Управління у справах релігій, або Діянет. 82% населення Туреччини є мусульманами, з них понад 70% належать до сунітської гілки ісламу. Меншина пов’язана з філією шиїтських алевітів. Окреме дослідження, опубліковане в 2019 році, показало, що 89,5% турків вважають себе мусульманами. Туреччина мала бути першою і єдиною країною з мусульманською більшістю, яка приєднається до Європейського Союзу або прийде до нього. Нинішні країни ЄС зазвичай містять велику кількість мусульманських меншин. Натомість християни, як вважають, становлять лише 0,2% населення Туреччини.
Офіційні опитування перепису населення в Туреччині не включають інформацію про релігійні переконання або етнічне походження людини через положення, встановлені турецькою конституцією, яка визначає всіх громадян Турецької Республіки як турків з точки зору національності, незалежно від віри чи раси.
У Туреччині існує традиція секуляризму. Держава не має офіційної релігії і не пропагує її, активно стежить за цим. Конституція визнає свободу релігії для окремих осіб, тоді як релігійні громади перебувають під захистом держави; але в конституції чітко зазначено, що вони не можуть брати участь у політичному процесі (наприклад, створюючи релігійну партію) або засновувати релігійні школи. Жодна партія не може стверджувати, що вона представляє форму релігійних переконань; тим не менш, релігійні почуття, як правило, представлені через консервативні партії. Туреччина законом забороняє носіння релігійних головних уборів і теополітичного символічного одягу для обох статей в урядових будівлях, школах та університетах; закон був визнаний Великою палатою Європейського суду з прав людини законним у справі «Лейла Шахін проти Туреччини» 10 листопада 2005 року. Однак у 2010 році заборону носіння головних хусток в університетах було скасовано.
Культурні відмінності між Туреччиною, де проживає більшість мусульман, і переважно християнською Європою відіграють важливу роль у всій дискусії щодо приєднання Туреччини до Європейського Союзу.

## Світове дослідження цінностей

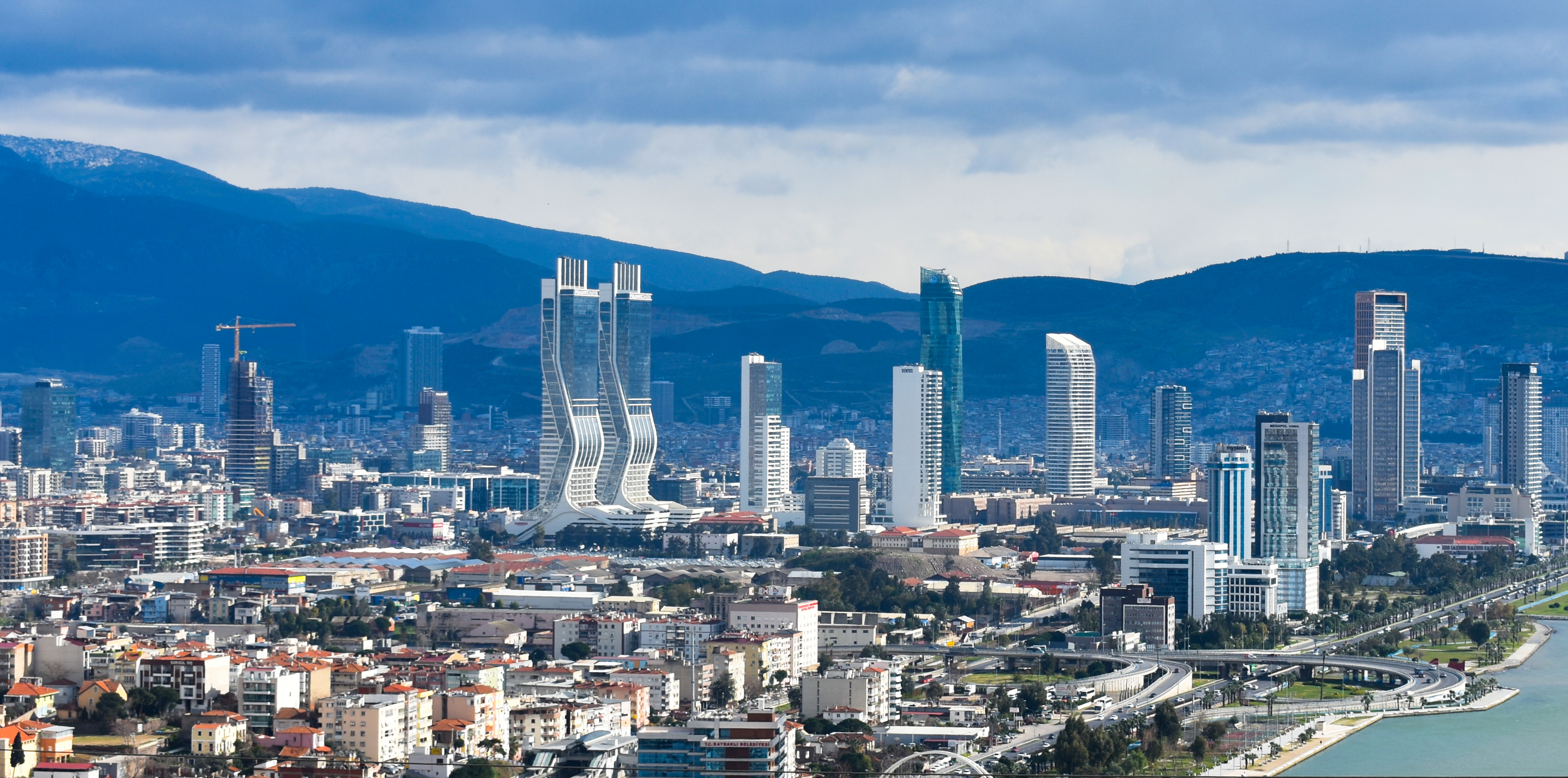
Вежі Містраль, Вежі Фолкарт і Вежі Еге Перла є одними з найвищих хмарочосів в Ізмірі, третьому за величиною місті Туреччини.

У ході аналізу, заснованого на опитуванні світових цінностей, соціологи Арно Тауш і Алмас Хешматі прийшли до висновку, що надійна шкала вимірювання глобальних економічних, політичних і соціальних цінностей і місця Туреччини в них дає лише дуже кваліфіковану картину місця Туреччини на картах глобальних цінностей. Дослідження, яке базується на 92 289 репрезентативних осіб з повними даними у 68 країнах, що становить 56,89% населення планети, розглядає жорсткі економічні цінності відповідних країн. З дев’яти вимірів для визначення географії людських цінностей на основі промакс-факторного аналізу наявних даних були використані шестифакторні аналітичні бали для розрахунку нового глобального індексу розвитку цінностей, який поєднує: уникнення економічної вседозволености; уникнення расизму; уникнення недовіри до армії та преси; уникнення авторитарного характеру; толерантність і повага; і уникнення відмови від ринкової економіки та демократії. Туреччина посідає 25 місце, випереджаючи кілька країн-членів ЄС. Але все ще є значні дефіцити щодо компонентів ліберальних цінностей, які дуже важливі для ефективної демократії. Дефіцити, як стверджується в дослідженні, свідчать про те, що турецькій державі, турецькому громадянському суспільству та європейським особам, які приймають рішення, слід продовжити підтримку громадянського суспільства та світської демократії в Туреччині.

### Визнання геноциду вірмен
У 2004 році міністр закордонних справ Франції Мішель Барньє заявив, що Туреччина повинна визнати систематичні вбивства вірмен у 1915 році геноцидом. Однак він наполягав на тому, що, хоча Франція не поставила передумови для вступу до ЄС щодо цього питання, він заявив, що Франція підніме це питання під час переговорів. Президент Європарламенту Мартін Шульц заявив, що Туреччина повинна визнати систематичні вбивства вірмен у 1915 році геноцидом.
Уряд Туреччини відкидає таку передумову членства в ЄС і не приймає її як частину критеріїв членства в ЄС.
У 2006 році Європейський парламент проголосував проти пропозиції офіційно додати це питання як критерій членства Туреччини. Подібну пропозицію євродепутатів греків і кіпрських греків також відхилив Європейський парламент у 2011 році.

### Права ЛГБТ

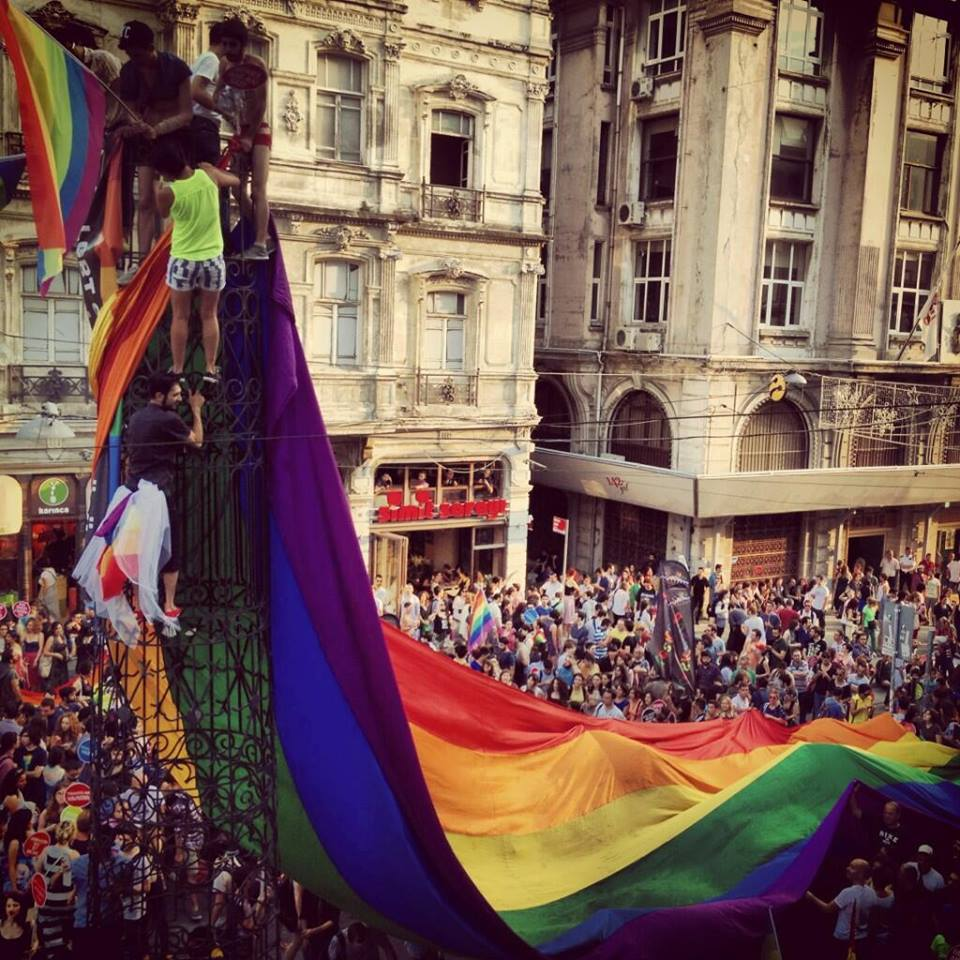
Парад ЛГБТ у Стамбулі 2013 року, проспект Істікляль, Стамбул (до заборони в 2016 році).

Всупереч директивам Європейського Союзу щодо прав людини, Туреччина заборонила ЛГБТ прайди у 2015 та 2016 роках. Причинами заборони були проблеми безпеки та релігійна вразливість, спричинена проведенням параду під час місяця Рамадан.

### Стаття 301
Стаття 301 стверджує, що «особа, яка публічно ображає турецьку націю, державу Турецької Республіки або Великі національні збори Туреччини, карається позбавленням волі на строк від шести місяців до двох років», а також що «вираз думки спрямовані на критику, не є злочином».
ЄС особливо критикував цей закон під час судового процесу над письменником Орханом Памуком у вересні 2005 року через коментарі, які визнавали смерть тридцяти тисяч курдів і мільйона вірмен. Комісар з питань розширення Оллі Рен і члени Європарламенту назвали цю справу "прикрою", "найсумнішою" і "неприйнятною". Після того, як через три місяці справу було закрито, міністр закордонних справ Туреччини Абдулла Гюль вказав, що Туреччина може відмовитися від статті 301 або змінити її, заявивши, що «можливо, буде необхідний новий закон». У вересні 2006 року Європейський парламент закликав скасувати такі закони, як стаття 301, «які загрожують європейським нормам свободи слова». 30 квітня 2008 року закон було реформовано. Відповідно до реформи, тепер є злочином відверта образа «турецької нації», а не «туречності»; відкриття судових справ за статтею 301 вимагає погодження міністра юстиції; а максимальне покарання зменшено до двох років позбавлення волі.
Кемаль Керінсіз, патріотично налаштований юрист, та інші члени Büyük Hukukçular Birliği (Великого союзу юристів), очолюваного Керінсізом, стояли «майже за всіма [стаття 301] судовими процесами». У січні 2008 року Керінсіз був заарештований за участь в ультранаціоналістичній підпільній організації «Ергенекон», яка, як стверджується, стояла за нападами на турецьку державну раду та газету «Джумхурієт», вбивством кількох християнських місіонерів і вірмено-турецького журналіста Гранта Дінка, а також нібито планує вбивство нобелівського лавреата Орхана Памука. Пізніше було доведено, що суди над «Ергенеконом» були змовою, організованою терористичною організацією «Гюленіст», і всі звинувачення були зняті після спроби військового перевороту гюленістів 15 липня 2016 року.

### Права жінок

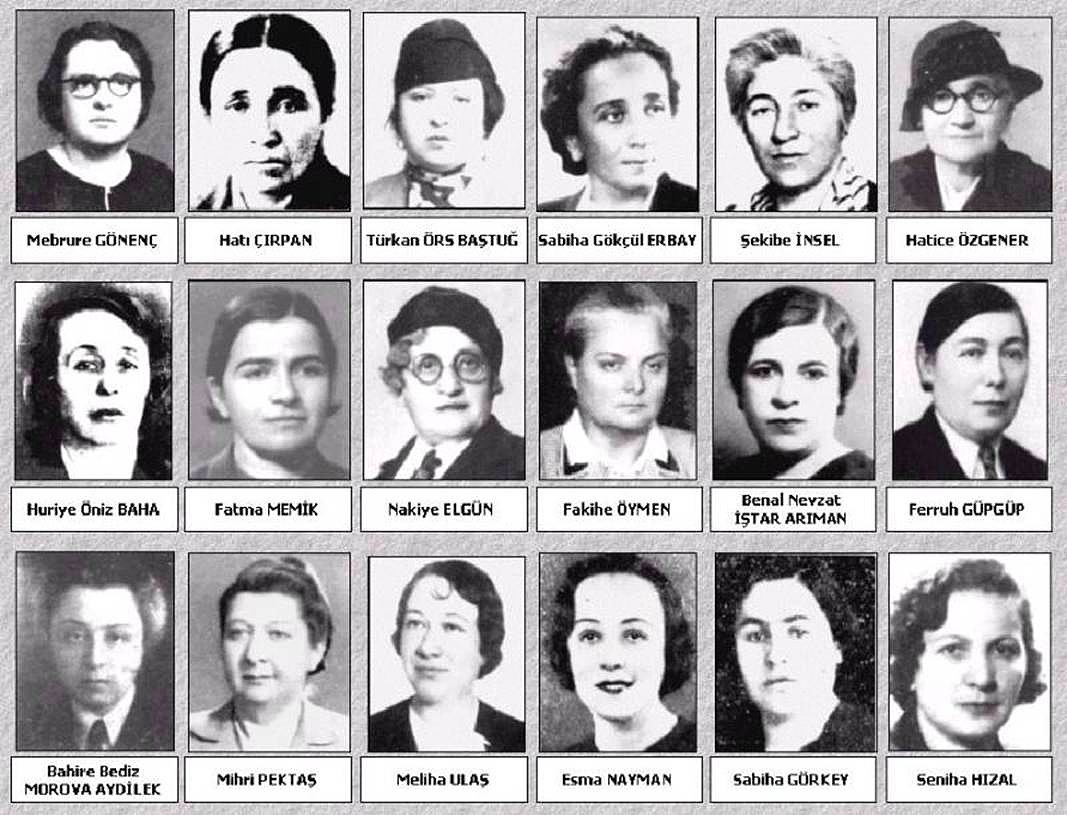
Вісімнадцять депутаток увійшли до турецького парламенту на загальних виборах 1935 року, у той час, коли жінки в значній кількості інших європейських країн мали право голосу на місцевих муніципальних виборах, але не на національних парламентських виборах. У 1993 році Тансу Чілер стала першою прем'єр-міністеркою Туреччини.

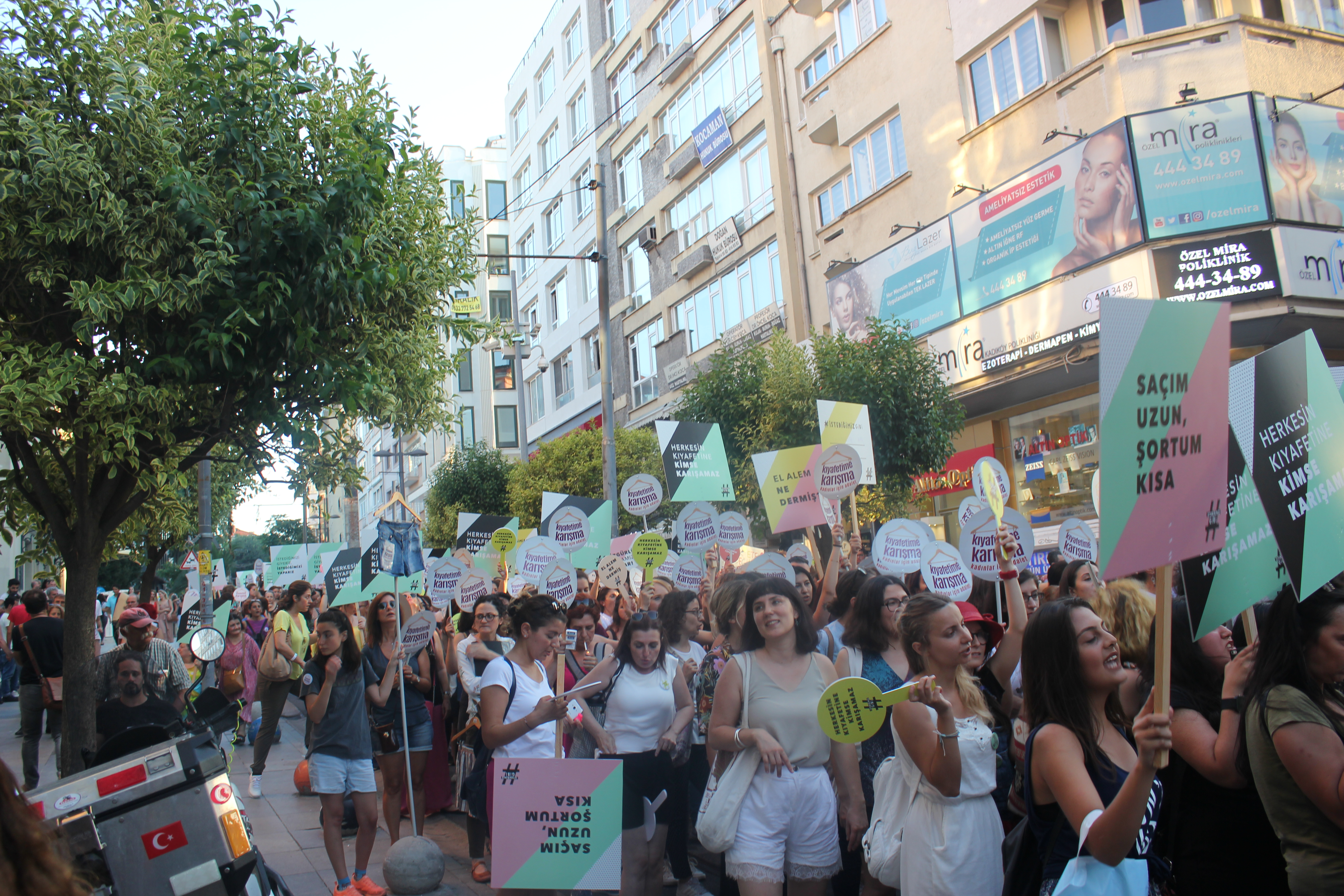
Жінки в Туреччині протестують за свої права. 20 березня 2021 року указом президента Туреччина вийшла з Стамбульської конвенції, яку ратифікував турецький парламент у 2011 році. Це рішення розкритикували Європейська комісія та Рада Європи. Після цього стався дипломатичний інцидент, який отримав назву Sofagate 7 квітня 2021 року.

Туреччина надала жінкам право голосу в 1930 році на муніципальних виборах. У 1934 році це право було розширено на загальнонаціональних виборах, в той час як жінкам було також надано право бути обраними депутатами в турецький парламент, або бути призначеними міністрами, прем'єр-міністром, спікером парламенту і президентом республіки. У 1993 році Тансу Чіллер стала першою жінкою-прем'єр-міністром Туреччини.
У своїй другій доповіді про роль жінок у соціальному, економічному та політичному житті Туреччини Європейський парламент наголосив, що дотримання прав людини, у тому числі прав жінок, є важливою умовою для членства Туреччини в ЄС. Згідно зі звітом, законодавча база Туреччини щодо прав жінок «загалом була задовільною, але її змістовне виконання залишається недоліком».

### Відмовники за ідейними міркуваннями
Туреччина є однією з двох держав (разом з Азербайджаном) серед 47 членів Ради Європи, які відмовляються визнавати статус осіб, які відмовляються від військової служби через ідейні переконання, або надають їм альтернативу військовій службі, окрім скорочення служби за рахунок сплати податку.

## Реакція громадськости

### У ЄС
Громадська думка в країнах ЄС загалом виступає проти членства Туреччини, хоча з різним ступенем інтенсивності. Опитування Євробарометра у вересні-жовтні 2006 року показує, що 59% громадян ЄС-27 виступають проти приєднання Туреччини до ЄС, тоді як лише близько 28% — за. Майже всі громадяни (близько 9 з 10) висловили занепокоєння щодо прав людини як головної причини. На початку березня-травня 2006 року на Євробарометрі громадяни нових країн-членів були більше за приєднання Туреччини (44% за), ніж старого ЄС-15 (38% за). На момент опитування країною, населення якої найбільше виступало проти членства Туреччини, була Австрія (проти: 81%), тоді як Румунія найбільше виступала за вступ (за: 66%). Що стосується ширшої політичної сфери, то найвища підтримка набуває співтовариства кіпріотів-турків (за: 67%) (яка не визнається як суверенна держава і де-факто не є територією ЄС і поза європейськими інституціями). Ці громади навіть більше виступають за приєднання, ніж саме турецьке населення (за: 54%). У жовтні 2007 року опозиція Данії щодо членства Туреччини склала 60%, незважаючи на підтримку данським урядом заявки Туреччини на членство в ЄС.
Існує тенденція до зниження підтримки з 2000 року, яка продовжується через протести в Ґезі 2013 року та чистки в Туреччині 2016 року по теперішній час. У минулому підтримка вступу Туреччини надходила особливо від лівих партій, але останнім часом обидві сторони політичного спектру в Європі дуже критично ставилися до ситуації з правами людини в Туреччині. Опозиція щодо вступу Туреччини вища в таких країнах, як Болгарія та Німеччина, де є велика кількість турецької діаспори або мусульман у Європі. Опитування YouGov 2016 та 2019 років показали, що респонденти з Франції, Німеччини, Данії, Швеції та Фінляндії мають найбільшу чисту опозицію щодо заявки Туреччини в ЄС з кількох інших варіантів, включаючи Ізраїль та Росію.

### У Туреччині
Відкриття переговорів про членство з ЄС у грудні 2004 року Туреччина відзначила з великою помпою, але турецьке населення ставало все більш скептичним, оскільки переговори відкладаються через те, що вона вважає, теплу підтримку свого вступу до ЄС і сприймає подвійні стандарти в її переговори, зокрема щодо французького та австрійського референдумів. Опитування Євробарометра в середині 2006 року показало, що 43% турецьких громадян позитивно ставляться до ЄС; Лише 35% довіряють ЄС, 45% підтримують розширення і лише 29% підтримують конституцію ЄС.
Більше того, турки розділилися з приводу того, чи приєднуватися взагалі. Опитування 2007 року показало підтримку Туреччини вступу до ЄС на рівні 41,9% (у порівнянні з 32% у 2006 році), 27,7% були проти, а 24,0% — байдужими. Опитування 2009 року показало, що підтримка вступу зросла до 48%, незважаючи на те, що негативні погляди на ЄС зросли з 28% до 32%. Опитування 2013 року показало, що одна третина населення підтримує турецьку заявку на вступ до ЄС, а протидії подвоїти цю частку.
Згідно з опитуванням Transatlantic Trends за 2013 рік, 60% турків негативно ставляться до Європейського Союзу, і більшість турків вважають, що робота з Азією важливіша для їхніх національних інтересів, ніж робота з Європою. Близько 44% турків вважають, що членство в ЄС може бути корисним для економіки, на відміну від 61% громадян ЄС. Під час інтерв'ю Euractiv міністр ЄС Егемен Багіш заявив, що «Це те, що необхідно зробити Європі; їм слід сказати, що коли Туреччина виконає всі вимоги, Туреччина стане членом ЄС у день Х. Тоді ми за один день відновимо підтримку турецької громадської думки».

## Офіційні точки зору

### Основні сучасні точки зору
- Кандидати в президенти ЄС у 2014 році Жан-Клод Юнкер (EEP) і Мартін Шульц (S&D) пообіцяли, що Туреччина ніколи не приєднається до Європейського Союзу, поки будь-який з них буде президентом, аргументуючи це тим, що Туреччина повернулася спиною до європейських демократичних цінностей.[143] Юнкер переміг на виборах і став новим президентом ЄС у листопаді 2014 року. Про це він заявив у квітні:[144]

... під час мого головування в Комісії ... «подальше розширення не відбудеться протягом наступних п'яти років». Що стосується Туреччини, то країна явно далека від членства в ЄС. Уряд, який блокує Twitter, звичайно, не готовий до вступу.
- Основними причинами наполегливих запитів Туреччини на вступ до ЄС є, серед іншого, багато турків у Європі та важливість торгівлі між ними. Проте Туреччина також дедалі більше розчаровується широкою опозицією щодо її вступу серед країн-членів ЄС. У вересні 2012 року прем'єр-міністр Туреччини Ердоґан запитав CNN, чи хоче Туреччина все ще приєднатися до ЄС. Його відповідь: «У Європі 5 мільйонів турків і лише в Німеччині 3 мільйони турків. Ми є природним членом Європейського Союзу. Німеччина запросила турецьких робітників 50 років тому, проте минуло 50 років, і ми чекали в Європейському Союзі. На порозі. Жодна інша країна не переживала такого. Ми будемо терплячими до певного моменту. Однак, коли ми перетнемо цю точку, ми прояснимо ситуацію і приймемо відповідне рішення».[145] Під час поїздки до Ялти Ердоґан висловив своє суворе розчарування процесом вступу до ЄС: «Ми все ще є кандидатом на переговори до ЄС. На такій посаді я бажаю вступу до ЄС. Інакше такий сценарій вплине на великий регіон, включаючи Україну та Туреччину».[146]
- Колишня канцлерка Німеччини Анґела Меркель неодноразово виступала проти повноправного членства Туреччини в ЄС на німецько-турецьких самітах, виступаючи натомість за привілейоване партнерство.[147][148] Деякі християнські демократи підтримують більш повну підтримку Туреччини, ризикуючи, що канцлер стане більш ізольованим у відстоюванні «привілейованого партнерства». У вересні 2011 року, з нагоди візиту президента Туреччини Гюля, Меркель сказала: «Ми не хочемо повноправного членства Туреччини. Але ми не хочемо втрачати Туреччину як важливу країну», посилаючись на свою ідею стратегічного партнерства. У 2006 році канцлер Меркель заявила, що "Туреччина може опинитися в глибокій проблемі, коли мова заходить про її прагнення приєднатися до Європейського Союзу" щодо її відмови відкрити свої порти для члена Європейського Союзу Кіпру.[149] Знову в 2014 році, коли Ердоґан закликав Меркель рішуче підтримати пропозицію його країни, не було жодних ознак того, що канцлерка відмовилася від свого скептицизму. Після розмови вона розповіла: «Я особисто сказала, що ми перебуваємо в переговорному процесі, який має певний результат і не має фіксованих часових рамок. На мою думку, я скептично ставлюся до повноправного членства Туреччини, ні для кого не секрет, і нічого не змінилося».[150] Під час теледебатів у вересні 2017 року канцлер Німеччини Ангела Меркель і її суперник Мартін Шульц заявили, що будуть домагатися припинення переговорів про членство Туреччини з Європейським Союзом.[151]
- Президент Франції Ніколя Саркозі виступив проти вступу Туреччини до Європейського Союзу, стверджуючи, що країна занадто велика, надто бідна і надто культурна, щоб приєднатися до ЄС. Однак колишній президент Франсуа Олланд у 2012 році підтвердив підтримку Туреччини, маючи намір розгладити шлях французьким компаніям, які шукають контракти в Туреччині. Франко-турецькі відносини залишалися напруженими після того, як Туреччина в 2009 році запровадила закон, який криміналізував визнання вбивства вірмен турками-османами в 1915 році геноцидом; Конституційний суд Франції скасував цей крок, у свою чергу, що призвело до скорочення частки французьких компаній в іноземних інвестиціях у Туреччині з 6% у 2009 році до 3% у 2012 році. Лідери французьких інфраструктурних компаній особливо прагнули вийти на турецькі ринки ядерної безпеки та залізничної інфраструктури.[152][153]

### Хронологія
- У вересні 1999 року, після відлиги в греко-турецьких відносинах після взаємної допомоги в ліквідації наслідків землетрусу, міністр закордонних справ Греції Георгій Папандреу сказав The Guardian: «Греція не тільки хоче бачити Туреччину в ЄС, вона хоче тягнути візок європейської Туреччини ", і що це було в інтересах його нації, щоб уникнути "постійного конфлікту та напруги з блоком і європейськими стандартами».[154]
- У звіті ЄС про прогрес за 2005 рік зазначалося, що: «29 липня 2005 року Туреччина підписала Додатковий протокол, який адаптує Угоду про асоціацію з ЄС Туреччини до приєднання 10 нових країн 1 травня 2004 року. У той же час Туреччина опублікувала декларацію, в якій зазначено, що підписання Додатковий протокол не означає визнання Республіки Кіпр. 21 вересня ЄС прийняв зустрічну декларацію, в якій вказав, що заява Туреччини є односторонньою, не є частиною Протоколу та не має правового впливу на зобов'язання Туреччини за Протокол. У декларації ЄС підкреслювалося, що визнання всіх держав-членів є необхідною складовою процесу приєднання, а також підкреслювалася необхідність підтримки зусиль Генерального секретаря ООН щодо всебічного врегулювання кіпрської проблеми, що сприятиме миру, стабільності та гармонійних відносин у регіоні».[155]
- У листопаді 2006 року члени Європейської комісії вирішили призупинити частину переговорів з Туреччиною щодо вступу, оскільки турецькі чиновники заявили, що вони не відкриють турецькі порти для руху з Республіки Кіпр, поки ЄС не послабить ембарго на контрольований Туреччиною Північний Кіпр..[156]
- У 2007 році президент Європейської комісії Жозе Мануель Баррозу заявив, що Туреччина не готова приєднатися до ЄС «завтра, ні післязавтра», але її переговори про членство мають тривати. Він також закликав Францію та інші країни-члени дотримуватися рішення продовжити переговори про вступ, назвавши це питанням довіри для Союзу..[157][неавторитетне джерело]
- 28 червня 2007 року державний секретар Португалії з європейських справ Мануел Лобу Антуніш підтвердив, що «Туреччина повинна приєднатися до ЄС після того, як вона успішно завершить переговори про членство, які, ймовірно, триватимуть щонайменше десять років».[158] «Ми вважаємо важливим і принциповим, щоб Туреччина приєдналася до Європейського Союзу, як тільки вона виконає всі умови та всі критерії», — сказав він, додавши, що «Португалія прагне в найближчі шість місяців «запустити процес».[158]
- 5 листопада 2008 року міністр закордонних справ Італії Франко Фраттіні заявив, що «уряд Італії всіма силами підтримуватиме включення Туреччини до Європейського Союзу». Він зазначив, що «італійський парламент дасть «чітке слово» у разі потреби з «величезною більшістю» уряду Берлусконі, а також із «опозицією», на яку він знає, що може розраховувати». «Включення Туреччини не буде проблемою, але це буде частиною рішення для зміцнення Європи у відносинах з іншими країнами, такими як Кавказький регіон», – додав він.[159]
- 13 листопада 2008 року прем'єр-міністр Італії Сільвіо Берлусконі закликав ЄС «прискорити заявку Туреччини на членство» і пообіцяв «допомогти Анкарі отримати вступ». Берлусконі пообіцяв «спробувати залучити тих членів ЄС, які протидіють заявці Туреччини». "Щодо протидії, яку демонструють певні країни, деякі з яких є важливими країнами, я впевнений, що ми зможемо переконати їх у стратегічній важливости Туреччини в європейських рамках як країни, що межує з Близьким Сходом», - заявив Берлусконі.[160]
- / 29 травня 2009 року президент Франції Ніколя Саркозі скасував візит до Швеції, запланований на 2 червня 2009 року, щоб уникнути зіткнення з питання членства Туреччини в ЄС лише за кілька днів до європейських виборів і за місяць до того, як Стокгольм прийняв ротацію президентства. Французький президент, який є відвертим противником вступу Туреччини до Європейського Союзу, не хотів підкреслювати сильні розбіжності поглядів на цю тему з прем'єр-міністром Швеції Фредріком Рейнфельдтом, повідомляє французька газета Le Monde 28 травня 2009 року. Швеція виступає за подальше розширення ЄС, у тому числі на Туреччину. Міністр закордонних справ Швеції Карл Більдт заявив французькій газеті Le Figaro, що "ЄС має "стратегічний інтерес" в інтеграції Туреччини в ЄС, і застеріг від "закриття дверей" для Анкари". «Якщо ми вважаємо, що Кіпр в Європі, хоча це острів уздовж берегів Сирії, важко не вважати, що Туреччина в Європі», – сказав пан Більдт, посилаючись на неодноразові заяви пана Саркозі про те, що Туреччина не є європейською країною і не належить до Європи. В інтерв’ю Le Figaro пан Більдт сказав: «Моє бачення Європи не таке оборонне, як я спостерігаю його з іншими людьми». Поїздка президента Франції до Швеції була скасована на наступний день після публікації інтерв'ю. "Ніколя Саркозі скасував свій візит через інтерв'ю Карла Більдта", - сказав один французький міністр Le Monde. «Президент хотів уникнути зіткнення з Туреччиною і не хотів, щоб його візит до Швеції заважав виборам [п’ять днів потому]».[161] У березні 2013 року король Швеції Карл XVI заявив, що «ЄС стане сильнішим з Туреччиною».[162]
- 5 квітня 2009 року прем’єр-міністр Іспанії Хосе Луїс Родрігес Сапатеро заявив, що «Іспанія твердо підтримує кандидатуру Туреччини на вступ до ЄС за умови, що вона відповідає необхідним вимогам». Сапатеро сказав прем’єр-міністру Туреччини Реджепу Таїпу Ердоґану, що «позиція Іспанії є «твердою, чіткою і твердою» на користь кандидатури Туреччини на вступ до Європейського Союзу».[163] «Ми повинні «відчинити двері» для Туреччини для вступу в «проєкт миру та співпраці ЄС», якщо вона відповідає необхідним умовам для інтеграції», – додав Сапатеро.;[163] перед тим, як зауважити, що «вступ Туреччини хороший як для Туреччини, так і для ЄС».[163]
- У листопаді 2009 року президент Греції Каролос Папуліас заявив, що він не підтримуватиме вступ Туреччини, «поки Анкара поводиться як окупаційна сила на Кіпрі».[164]
- 4 листопада 2009 року Девід Мілібанд, міністр закордонних справ Сполученого Королівства, під час візиту до Туреччини підкреслив підтримку урядом Сполученого Королівства прагнення Туреччини приєднатися до Європейського Союзу, сказавши: «Я дуже чітко розумію, що вступ Туреччини до ЄС є важливим і буде дуже корисним як для Туреччини, так і для ЄС».[165]
- 27 липня 2010 року Девід Кемерон, прем'єр-міністр Сполученого Королівства, під час візиту до Туреччини пообіцяв «боротися» за членство Туреччини в Європейському Союзі, заявивши, що він «злий» через повільний темп переговорів. Він додав, що «Європейський Союз без Туреччини в центрі не сильніший, а слабший... не безпечніший, але менший... не багатший, а бідніший».[166] 22 травня 2016 року Кемерон сказав, що «незабаром Туреччина збирається приєднатися до ЄС. Вони подали заявку в 1987 році. При нинішніх темпах прогресу вони, ймовірно, обійдуть приєднання приблизно через рік 3000 за останніми прогнозами».[167]
- 3 липня 2013 року на передвиборному мітингу Християнсько-демократичної партії в Дюссельдорфі міністр фінансів Німеччини Вольфганг Шойбле заявив, що Туреччина не повинна вступати до Європейського Союзу, оскільки вона не є частиною Європи.[168][169]
- 7 червня 2013 року заступник секретаря Міністерства у справах ЄС Халук Іліджак сказав: «Процес означає більше, ніж вступ. Після досягнення необхідних рівнів Туреччина достатньо велика, щоб продовжувати свій розвиток без вступу. Наша мета полягає в тому, щоб досягти плавного процес приєднання».[170]
- У 2013 році прем'єр-міністр Чеської Республіки Петр Нечас сказав: «Ми продовжуємо вірити, що Туреччині слід дати шанс стати повноправним членом Європейського Союзу після того, як вона виконає всі критерії вступу». Він охарактеризував Туреччину як важливого партнера ЄС і високо оцінив конструктивну роль, яку вона відіграє в регіоні Близького Сходу.[171]
- У березні 2016 року президент Туреччини Реджеп Таїп Ердоґан заявив, що демократія і свобода є «фразами», які «не мають абсолютно ніякої цінності» в Туреччині, після того, як закликав журналістів, адвокатів і політиків притягувати до відповідальности як терористів.[172]
- У березні 2017 року у промові перед прихильниками в західному турецькому місті Сакар’я президент Туреччини Реджеп Таїп Ердоґан сказав, що «мої дорогі брати, почалася битва між хрестом і півмісяцем» після того, як ображав політиків європейського уряду як «нацистів» в попередні тижні. Того ж місяця він пригрозив, що європейці «не зможуть безпечно ходити вулицями», якщо вони продовжуватимуть забороняти турецьким міністрам виступати на мітингах у Європі.[173] Європейські політики відкинули коментарі Ердоґана.[174]
- У контексті конституційного референдуму Туреччини в квітні 2017 року віце-президент Європейського парламенту Олександр Граф Ламбсдорф так підсумував стан речей: «За законом Туреччина все ще є кандидатом, насправді це не так. Ніхто не вірить в Брюсселі чи в Анкарі, якщо на те пішло, що Туреччина врешті-решт приєднається до Європейського Союзу. І тому ми кажемо, що краще почати з нового і поставити відносини на новий фундамент».[175]
- Під час теледебатів у вересні 2017 року канцлер Німеччини Ангела Меркель і її тодішній суперник Мартін Шульц заявили, що будуть домагатися припинення переговорів про членство Туреччини з Європейським Союзом.[151]